# Per Gustaf Jernberg
Per Gustaf Jernberg, född 12 maj 1949 i Films församling, Uppsala län, är en svensk riksspelman som främst spelar nyckelharpa. Jernberg kommer från Österbybruk i norra Uppland. Han blev 1987 riksspelman i nyckelharpa med kommentaren "För personlig uppföljning av Jernbergs-traditionen.".

## Diskografi
- 1975 – Låtar på nyckelharpa från Österbybruk (YTF-50100).[4]

- 1983 – Låtspel i brukskyrkan.[5]